# 一騎當千角色列表
一騎當千角色列表主要是介紹在鹽崎雄二的漫畫作品《一騎當千》中登場的人物。

## 概要
以下資料是根據漫畫版原作，及動畫版原創部分，做人物詳細資料介紹。並以角色所處的學院做為大分類，而動畫版會以以下條列做為略稱。
- 第1期電視『一騎當千』：第1期
- 第2期電視『一騎當千 Dragon Destiny』：DD
- 第3期電視『一騎當千 Great Guardians』：GG
- 第4期電視『一騎當千 XTREME XECUTOR』：XX
- 第五期OVA『一騎當千 集鍔闘士血風録』：血風録
- 第六期OVA『一騎當千 Extravaganza Epoch』：EE
- 第七期電視短編(全三集)『一騎當千Western Wolves』:WW

## 主要人物
(曾在哪季當過主要人物，都會存在於這列)
* 孫策伯符
演員 - 中村靜香
作者鹽崎雄二表示會選擇讓孫策做為主角，是因為「誰都沒讓孫策做為主人公過。」
南陽學院二年級，首領，人稱南陽小霸王。現在和母親一起住在青梅竹馬同年的表哥周瑜家中。姣好的身材曲線，胸部豐滿，留著一頭亮橘色的長髮，天真爛漫甚至脫線的性格，常被人說是戰鬥笨蛋。體內寄宿著君主才會擁有的「水龍」，因此戰鬥潛力不可限量。
初登場時為了能和更多人戰鬥而前往南陽學園找碴，而與呂蒙一戰中使出沉睡於體內的強大力量。但對於體內的力量尚且無法控制，有多次在戰鬥中失控暴走的行為。
一次出外閒逛時邂逅了進行街頭格鬥的夏侯惇，被夏侯惇口中常講的「基本」所影響，在周瑜的指導下武術日益強大。
對太史慈與自己一戰卻反而受傷住院感到耿耿於懷，也差點放棄了參加大鬥士大會。後來在太史慈的激勵下重新決定參賽。
因為在書中閱讀到史上的孫策是死在于吉手中，為了面對命運而前往吳郡挑戰于吉。但與于吉戰鬥的失控，周瑜為了讓她恢復清醒而被百辟刀「虎」所傷，孫策為了救周瑜，而將周瑜體內的百辟刀之毒移轉到自己體內，從此生命有了威脅，身上有著像是兇靈一般的骷髏記號，逐漸從腹部往心臟移動。
一次上學途中與周瑜被蹋頓偷襲，周瑜被俘擄到了許昌，大受打擊的孫策變的頹廢喪志。陸遜為了使孫策振作故意製造幻象，孫策至此擁有了身為首領的自覺，開始想為南陽的鬥士們作出回報。而張紘與陸遜判斷能擺脫百辟刀威脅只有讓孫策體內的龍覺醒，因此對她積極展開特訓。後來王允為了讓她體內沈睡的「水龍」覺醒捨命，使得她心靈逐漸成長，終於讓開始掌握住訣竅。
學成下山時與曹操的霸王真氣彼此衝撞陷入昏迷，後來靠著諸葛瑾的幫助才得救。趕赴赤壁戰場的孫策與曹操展開了轟轟烈烈的大對決，並從勾玉的回溯明白了自己身為鬥士的使命，也因此見到了獻帝的靈魂。後來集合眾人之力打敗曹操，但為了阻止司馬懿帶來的破壞，孫策一度面臨死亡。
在孫策靈魂即將逝去時，獻帝曾提問是否要接受復活，但孫策卻表明希望讓獻帝去更多需要救助的鬥士。這番話使獻帝大受感動，因此獻帝最後仍然將孫策平安救活。
與周瑜的日漸相處逐漸發展出情愫，雖然本人並沒有多少自覺，但曾經為了周瑜而跑去學手工藝。
動畫版相異部分：1期曾和董卓見過面，並且與呂布展開過一場大戰。而原作孫策並未與呂布正面接觸。與于吉戰鬥後並未遭受過百辟刀之毒侵蝕。
DD為了替受偷襲的南陽討公道而前往許昌發起挑戰，但卻與新成為曹操麾下的關羽交上了手，並在最後被曹操打敗，下落不明。後來被張紘所救，而孫策體內「水龍」的覺醒則改為靠于吉捨命而非王允。GG以後大半事蹟皆為原創。
* 孫權仲謀
在漫畫第二部的真一騎當千的主角，南陽學院一年級，主人公孫策的妹妹。和姐姐不同，性格比較弱勢，但是在關鍵時候卻非常可靠。體內寄宿著和孫策一樣的「水龍」，但是比起孫策的龍更加的殘暴和難以控制。
和關西正面開戰後，為了保護孫策不在的南陽而轉學進入南陽學院成為代理首領，但常態的孫權基本上沒有戰鬥能力。
因陀羅等人襲擊南陽學院時，為了保護鬥士們而覺醒，喚醒了沉睡千年的孫權的力量，展現出壓倒性的戰鬥力，全方位碾壓了十二神將之一的因陀羅，並且孫權的氣息讓身處關西的卑彌呼都感到恐懼。
在動畫初登場時孫權是小喬所假扮的，真的孫權則在最新的Western Wolves才登場。
* 周瑜公瑾
演員 - 米原幸佑
南陽學園二年級，在甘寧被除名後，成為南陽學院四天王之一。和孫策一起長大的青梅竹馬同年的表哥，對孫策一直持有好感。喜歡聽音樂和讀書，性格溫文儒雅，感情細膩，表面上看起來像是文弱書生，但其實精通少林拳及八卦掌。發誓不重覆1800年前的錯誤，守護孫策的決心相當堅定。
在孫策與于吉的戰鬥中，周瑜為了讓她恢復清醒而被百辟刀「虎」所傷。孫策為了救周瑜，而將周瑜體內的百辟刀之毒移轉到自己體內。周瑜對這件事一直相當自責。爾後在與蹋頓的戰鬥中被俘虜至許昌學園，期間伺機而動，與龐統暗中策畫了赤壁之戰的整體布局。
對於為必須要讓劉備的龍之力在赤壁戰中覺醒，而要使關羽與趙雲相殘一事其實相當反對，但在關羽的諒解下仍然實行了計畫。之後脫離賈詡俘虜，與牛金、張遼等高手交戰。
赤壁戰後對孫策的感情逐漸升溫，卻也對被卑彌呼奪走勾玉的她感到憂心忡忡。
動畫版相異部分：DD赤壁之戰中交手的人是張郃。GG中和孫權(小喬)關係曖昧，但孫權察覺到周瑜對孫策的心情後決定說出自己的真相並離開，但並沒有放棄對周瑜的感情。
* 呂蒙子明
演員 - 澤井美優
南陽學院三年級，四天王之一。關節技的專家。初期個性看似驕傲跋扈，但其實個性可愛容易害羞，為人正經沉著，冷靜重情義，並對自己的實力有絕對的自信。戰鬥服裝為搭配手銬的女僕裝。
左眼平時帶著特製的眼罩，眼中寄宿著因劉備的龍之力暴走所傷而生成的龍。
從中學時就一直單戀著王允，但為王允花心且與呂布交往一事感到相當在意。與本是情敵的呂布在多次交戰中達到某種默契，形成一股極為短暫又深刻的友誼。一開始對於孫策要成為首領相當反對，與孫策交戰一度將對方壓制，但卻被暴走的孫策打敗。曾為這件事灰心一段時間，後來在程普的勸說下參與大鬥士大會。
在和孫策接觸的過程中培養出友誼，也認可了孫策成為首領的資格，成為孫策身邊最重要的輔佐戰力。
赤壁之戰中與戴上了呂布勾玉的甘寧戰鬥，從中感受到呂布的靈魂吶喊，含淚成為她的最後對手。取得勝利後卻也因身負重傷而被送入醫院休養。
動畫版相異部分：因為和關羽間有宿命因緣，經常被改編多次進行戰鬥。然而原作中，為了防止宿命的重演兩人一直有意無意的避開對方。
DD為了能操控眼內的龍前往中國盜取龍玉，並和夏侯淵交手。之後前往成都原本欲測試龍玉的效力，卻意外讓劉備覺醒暴走。當孫策因挑戰許昌而下落不明時感到焦慮，卻因為王允的回歸而感到放心。之後赤壁戰中與王允聯手打敗了夏侯淵。
GG中和失去記憶的呂布培養出了過去從未有過的默契，但卻在左慈操弄下兩人一度反目，雖最後誤會冰釋，呂布仍消失在呂蒙懷中。XX中說明眼中寄宿著龍的原因是因為關羽而非劉備。
* 呂布奉先
聲優 - 渡邊明乃
演員 - 折井步
關東地區實力最強悍的鬥士，綠色的頭髮紮雙辮，開襟的火辣穿著總使豐滿的好身材呼之欲出。與陳宮是青梅竹馬的摯友，中學時曾與王允交往，和呂蒙間是情敵又是好友的微妙關係。擅長招式是呂流羅漢三十六式天地白狼擊。
雖然武藝超群，但就像要繼承歷史上呂布背負劣評罵名的可悲宿命般，患有肌肉萎縮性側索硬化症，手腳會隨著時間流逝開始萎縮，最後迎向死亡。極力想要擺脫勾玉宿命的呂布，在僅剩一個月的生命趁董卓奪取百辟刀之際發動反叛，認為若是靠自身意志與左慈合謀殺害董卓，而非與王允聯手就能擺脫鬥士宿命。但董卓臨終前卻告訴她左慈的真面目就是王允時，呂布才驚覺自己終究難逃命運操弄而崩潰。
與重要的好友陳宮告別後，呂布選擇面對命運尋求自我的存在價值，將潛藏在內心中的痛苦與羨慕告訴了呂蒙，兩人冰釋前嫌建立了非常深厚的情誼。之後呂布前往許昌見曹操，卻和夏侯淵展開大戰。但病情的惡化使她最後仍然不敵夏侯淵，瀕死之際陳宮卻前來許昌選擇與呂布生死與共，兩人最後含笑而逝。
動畫版相異部分：一期是與董卓同歸於盡在洛陽的菜園而非許昌，並且與孫策交手戰鬥過。GG時被真正的左慈利用法術復活，卻也失去了記憶。呂布失去記憶的期間被呂蒙收留，因為生前的羈絆使兩人成為了好友，並與孫策等人交好。但呂布仍想知道自己究竟是誰，而前往已經荒廢的洛陽高校，卻被想要奪取呂蒙體內的龍的左慈操縱。
被左慈操縱的呂布故意勾引王允並讓呂蒙親眼目睹，讓原本已經成為好友的兩人徹底撕破臉。後來王允帶回了原本屬於自己的勾玉讓呂布恢復了意識，為了救出被左慈操縱的呂蒙兩人展開最後的告別戰，最後化成光芒消失在呂蒙的懷抱。
僅於第一與三季為主要角色，第二季並未登場，第四季僅在呂蒙的回憶登場。
* 關羽雲長
聲優 - 一期：岡寛惠 、『DD』以後：生天目仁美
演員 - 池田夏希
生日是11月8日。血型A型。身高172cm。三圍：B94・W60・H91。
梳著烏黑亮麗的過腰長髮，瀏海遮住左眼，修長的纖細身段與傲人的豐滿雙峰無一不是散發著成熟美艷的武聖魅力，在讀者角色人氣投票一直是獨佔鰲頭的人氣第一美女。
與劉備、張飛有著堅定不移的桃園結義之情，三人決定生死與共。身上時常帶著青龍偃月刀「冷艷鋸」，將守護劉備視為自己最崇高的使命。對劉備的感情已經是遠遠超越了戀愛的羈絆，常常對劉備做著奇怪的妄想，卻又對劉備的悠哉與愛看書，缺乏首領自覺的個性感到苦惱。但當劉備對她示好時，又會露出冷傲外表下可愛的少女一面。對非常親近劉備的諸葛亮懷有不滿，兩方常有小摩擦。但當面對大局利害關係一致時，雙方會先放下成見，以劉備的安危作優先考量。
戰鬥實力高超，呂布死後成為關東最強悍的鬥士，雖然體內沒有昇龍，卻擁有足以匹敵的強悍武力。藝高膽大，使她的個性有些自大，即使面對諸如徐晃、曹操、寶藏院胤舜等強敵，又或是趙雲那樣有著同樣堅強實力的對手，也是無所畏懼。
3年前因董卓陰謀劉備初次昇龍覺醒失控時，關羽義無反顧的利用百辟刀之力鎮住昇龍，並要張飛在她背後擊上一掌，借此將失控的劉備控制住。
為了阻止許昌的鬥士尋找百辟刀而潛入深山，意外與許昌三神柱發生戰鬥。雖然一度被徐晃傷及丹田而昏厥，但當樂進想對她使用了讀心術找出百辟刀時，卻目睹了三國史上關羽打敗強敵，啜飲敵人首級鮮血的模樣，當場嚇的魂不附體，失去鬥志。而這時關羽也忽然復甦，將三神柱徹底擊潰。但落敗的徐晃卻告知關羽成都正遭受夏侯淵入侵，使關羽為了確保劉備的平安而被俘虜。
被俘虜至許昌的關羽遭到張郃百般折辱並嚴刑拷打，但當她知道劉備為了她竟然獻上玉璽對許昌臣服時，感到自責又憤怒，因而掙脫束縛將張郃踢飛，表示為讓劉備以天下大局為重，自己願意留在許昌效命曹操麾下。其忠義使曹操與徐晃都非常敬佩。
赤壁之戰時，知道諸葛亮和周瑜為了找出真正的玉璽需要讓劉備的昇龍覺醒，因此明白若必須給予劉備非常沉痛的打擊，代價就是用自己的犧牲來做交換。因此當趙雲進攻紅瓦倉庫時，關羽就與趙雲展開一場悲壯的戰鬥。關羽因與徐晃一戰丹田受傷未癒，趙雲看破這點也用村正割腕，讓兩方都在命不久常狀態下可以施展全力戰鬥，此舉使關羽十分感動。這場壯烈的廝殺最後以兩敗俱傷收場，但關羽的真氣也已耗盡，最後抱著趙雲將照顧劉備的重責大任託付給她後，流淚辭世。
關羽的死讓正從北寺塔墜落的劉備感應到，劉備難過的當場失控崩潰，從而讓體內的龍覺醒。這時諸葛瑾為了救回關羽，用盡自身真氣想將關羽的靈魂從地獄拉回來，可是關羽卻毫無起色。之後靠被孫策感動的獻帝用能力救活，赤壁之戰就這樣落下帷幕。
赤壁之戰後，寶藏院胤舜突擊成都傷害了張飛等人時，暴行徹底激怒了關羽，雖然胤舜一度將青龍刀破壞並將關羽壓制，但關羽卻在此時能力覺醒，也同樣升格成S級鬥士，將胤舜擊敗。之後聽從劉備建議，一同前往奈良進行修行之旅。
動畫版相異部分：因為和呂蒙間有宿命因緣，經常被改編多次進行戰鬥。然而原作中，為了防止宿命的重演兩人一直有意無意的避開對方。直到奈良旅行才首次有所交集。
一期代表成都出戰大鬥士大會，僅憑一人之力就讓各校節節敗退。最後在董卓刻意的安排下與呂蒙初次對決，呂蒙奮戰最後折傷了關羽一隻手臂，感到滿足不再戀棧的關羽就此棄賽。
DD中孫策為了替受偷襲的南陽討公道而前往許昌發起挑戰，這時歸順許昌的關羽出面迎戰，雙方戰的不分上下。最後夏侯惇看出了關羽投降許昌內心的無奈，決定偷偷放走了她，在赤壁之戰展開時打敗了許褚救下劉備。原作中與趙雲的壯烈戰鬥全被刪去。GG以後大半事蹟皆為原創。
* 劉備玄德
聲優 - 真堂圭
演員 - 駒谷仁美
生日是6月23日。血型B型。身高160cm。三圍：B96・W61・H92。
成都學院的首領，是個非常喜歡看書，性格溫和討厭爭鬥，有點神經大條的眼鏡少女。溫吞悠哉的性格常讓關羽與張飛頭痛不已，但非常珍惜伙伴，為了守護伙伴可以連自己性命都不要，其仁德風範吸引了許多鬥士願意為其效命。即使是敵對陣營的張遼都對劉備感到憧憬。
體內寄宿著君主才會擁有的「雷龍」，一覺醒時就會完全吞沒劉備的神智，使她與平常判若兩人，變得殘酷暴虐並且不分敵我的展開攻擊。
3年前董卓為了一睹昇龍，故意對袁術施加壓力要他去搶回當時仍在成都的玉璽，懦弱的袁術於是與賈詡聯手，逼迫程普不得不前往成都。但正直的程普最後仍不願無緣無故傷害劉備而罷手，躲在一旁的甘寧趁機偷襲劉備與張飛，劉備因突然遭受刺激而使體內昇龍覺醒，變的喪失理智而暴走。程普、王允等人為了制止暴走的劉備與之交戰，最後仍然不敵。失控的龍氣甚至侵噬了呂蒙，讓呂蒙左眼從此也同樣寄宿了龍。後來是靠關羽利用百辟刀之力才將劉備控制住。
與關羽、張飛有著堅定不移的桃園結義之情，三人決定生死與共。對於諸葛亮要策畫赤壁之戰相當反對，也對關羽為了保護她而被迫留在許昌感到非常自責，曾想過要犧牲自己以換取關羽，但被大家制止。
赤壁之戰期間，被張遼脅嚇要她從北寺塔跳下以換取伙伴性命。劉備為救伙伴真的從塔頂一躍而下，墜落過程中感應到關羽的氣消失，當場失控崩潰，從而讓體內的龍覺醒，降下狂雷。難過的劉備變的非常嗜血，樂就、太史慈的阻擋也難以匹敵。就在劉備的失控到了難以收拾的地步時，曹操卻赫然現身將她一把擋下，並冷笑指出劉備的器量還是與1800年前般不足。
如同過去的宿命般，曹操雖然總是與劉備為敵，卻也同時對她充滿戀慕，渴求在她身上找到領導天下的才能。劉備的昇龍被曹操影響而壓制住，立刻昏厥了過去。後來當孫策與曹操展開大決戰時，劉備又再度甦醒努力牽制住曹操，最後終於獲得勝利。
赤壁之戰後與南陽交好，卻也面臨到關西鬥士的大舉入侵。當胤舜突擊成都傷害了張飛等人時，劉備再度失控發動昇龍，但因為勾玉早被調包所以威力不足。後來胤舜被關羽擊退後，有感於自身實力的不足，當周瑜前來成都求援時，建議大家前往奈良進行修行之旅。
動畫版相異部分：動畫中與關羽之間的感情常被誇張擴大，DD中原作三年前的昇龍覺醒被更改為當呂蒙攜帶龍玉來到成都時，受到龍玉影響而暴走。GG以後大半事蹟皆為原創。
* 小喬
聲優 - 堀江由衣
動畫版原創角色，於GG突然出場並自稱是孫策的妹妹孫權。性格溫柔，知書達禮，說話時常引用孫子兵法的名句。
起初孫策對這個突然出現的妹妹感到困惑，但之後也順其自然把她當成親妹妹照顧，兩人關係甚至比親姊妹還要親近。
真實身分其實為小喬。原本是張昭的弟子，為了想知道歷史上自己前世的丈夫周瑜現世是怎樣的人而化名，借由留在孫策身邊觀察現世的周瑜。卻在觀察同時也明白了周瑜對孫策的心意。之後與打開心防的左慈一起回到了張昭身邊持續修行。

### 南陽學院
主人公孫策所在的學校，本作三大主要舞台之一。對應的是三國志中的東吳。原作所在地為千葉縣木更津市。制服設計以黃色系為主。
* 王允子師/左慈元放
南陽四天王之一。偽裝成左慈元放，真名是王允子師，渾身是謎的男子。雖然頗受其他四天王的敬重，但是追女孩從不落人後。舉止看似輕佻好色，實際上城府深沉，工於權謀。
初期雖然攀附在袁術之下，實際上卻是獨攬南陽大權，但這之外卻又暗中與董卓有所連繫。為成就霸業曾與呂布交往，卻也同時與呂蒙關係曖昧，從此周旋在兩個女人之間的戀愛中。隱瞞自己本名欺騙呂布，藉此合謀除掉董卓，對這件事表面上似乎漫不經心，但其實內心一直耿耿於懷。之後呂布自知命不久長，前來王允的道館與他吻別。
董卓死後，曹操勢力的崛起讓他積極尋求能領導南陽躲過這次危機的領袖，因而看上了體內有著潛龍的孫策。為了讓孫策掌握自己的昇龍，同時也為了找尋自己身為鬥士該有的生存意義，戴回王允原本的勾玉與她展開大戰，頭髮變成了火紅色，也恢復了本有的實力。
但王允的勾玉負荷極大，張紘曾勸阻他將勾玉取下，他卻置之不理，最後使用御龍術把龍逼回孫策體內，但也斷去一臂，身負重傷。他拒絕了救治，並以能夠輔佐孫策完成霸業的身分感到自豪，決定追隨董卓與呂布的身影辭世。留下一句「讓妳久等了，呂布。妳應該，不會叫我別去見妳吧。」後就此跳崖自盡。
動畫版相異部分：一期是暗中策畫一切的最後魔王，煽動甘寧殺害袁術使他發瘋，最後更成功殺害董卓。原本想利用孫策成為幕後的南陽之首，但卻被孫策所敗。計畫失敗的王允自嘲著還是無法擺脫勾玉宿命，原本想自我了斷卻被周瑜等人救下。
DD在孫策失蹤，南陽群龍無首時回歸穩定了軍心，並於赤壁戰中與張遼交手，之後更與呂蒙連手打敗夏侯淵。GG中遇到了真正的左慈，以及藉由左慈之力復活的呂布，面對過去曾對呂布付出過的情感，以及現在正在交往的呂蒙而陷入兩難局面。之後戴回王允的勾玉去阻止呂蒙，但也因此身負重傷。
* 樂就
南陽四天王之一。若論力氣的話，是所向披靡的鬥士。長相雖可怕粗野，卻經常照顧孫策和周瑜，基本上是個溫柔的男人，非常喜歡吃甜食。
赤壁之戰中留下來與許昌的追兵交戰，成功擊敗數十名鬥士，但卻被暴走的劉備所傷。
動畫版相異部分：DD赤壁戰中與徐晃交手獲勝。
* 甘寧興霸
南陽學院四天王之一。經常穿著橘色的罩頭外套，使用武器為雙拐，是個殘忍好殺的狂人。
初期被王允挑撥追殺孫策，但反而被後來出現的呂蒙打倒。之後被夏侯淵攻擊落敗，被點中了死穴而命不久長，甘寧為了活命而被夏侯淵唆使去攻擊孫策。
但暗殺孫策的計畫終究也是失敗，知道自己命不久長後躲進山洞過著暗無天日的恐懼生活，於此段期間從南陽四天王中除名。然而卻被司馬懿找到並遭到設計，戴上呂布的勾玉而在北寺塔暴走，打傷了馬謖。
無法原諒好友呂布的靈魂遭到褻瀆的呂蒙與發狂的甘寧交戰，但甘寧戴上呂布勾玉後實力倍增，呂蒙一度被逼入絕境。但同樣也是呂布最後戰友的夏侯淵中途插手戰鬥，並將甘寧的手斬斷。之後太史慈也加入了戰局，加上甘寧身體已經無法負荷呂布勾玉的強大，呂蒙因此重新振作打倒甘寧。
動畫版相異部分：一期中原本心性正常，卻被王允操縱而殺害袁術，之後崩潰發狂，成為徹底的瘋狗。與覺醒的孫策戰鬥後受到致命傷，此後一直住院。
* 魯肅子敬
生日是11月26日。血型B型。身高164cm。三圍：B86・W57・H86。
全身包滿繃帶的美女，箭術高明，為了策劃赤壁之戰而四處奔走。深信孫策就是南陽校內石頭上預言的霸王，並從孫策劈開的大石中取出了歷史上草船借箭的十萬之箭留下的一把。
動畫版相異部分：僅於動畫版特典登場，未參與本篇故事進行。
* 程普德謀
聲優 - 赤城進(遠藤真)
生日是12月7日。血型O型。身高175cm。
性格熱血隨和，中學時代曾是唯一能和關羽匹敵的南陽鬥士。暗戀著呂蒙，卻也明白呂蒙對王允的心意而不敢表白。瞧不起懦弱的首領袁術，常在大庭廣眾下給他難堪。
3年前董卓為了想一睹昇龍而對袁術發下敕令，要袁術奪取藏於成都的玉璽，害怕董卓的袁術就與賈詡合謀，逼迫程普不得不前往成都。但正直的程普最後仍不願無緣無故傷害劉備而罷手，躲在一旁的甘寧趁機偷襲劉備與張飛，劉備因突然遭受刺激而使體內昇龍覺醒，變的喪失理智而暴走。程普為了制止暴走的劉備與之交戰，最後仍然不敵。
2年前大鬥士大會上敗給文醜，從此失明並且需要坐輪椅復健。
* 陸遜伯言
聲優 - 高橋美佳子
生日是8月31日。血型B型。身高145cm。三圍：B68・W52・H76。
南陽學院初中部的鬥士。學識淵博，著重理論的務實派，與于吉同樣奉張紘子綱為師。
在孫策因周瑜被俘虜致許昌而灰心喪志時，故意穿上能劇面具戴上假髮，營造出幻象使灰心的孫策重新振作，找回身回首領的自覺。此後以軍師進行輔佐，使孫策在張紘指導下領悟孫流八卦水龍拳。
赤壁之戰時，留守周瑜家保護因與曹操的真氣彼此激盪而陷入昏迷的孫策。並利用華佗交付的麻沸散來阻擋前來偷襲的于禁。
* 諸葛瑾子瑜
生日是9月24日。血型AB型。身高149cm。三圍：B70・W53・H77。
南陽學院初中部的鬥士，擁有操縱真氣讓人回復的能力。對於自身武藝能力不足無法上戰場前獻感到遺憾，因此為了救人卻總是義不容辭。
以此能力對太史慈及孫策進行救治，卻也因此身染刀中業毒陷入昏迷。雖然後來被華佗捨命救活，但仍然為了救活關羽而再次使用回復能力。
在力量用盡即將面臨再一次逝去時，被孫策拜託的獻帝用能力救活。之後與陸遜一起回張紘處繼續修行。
* 士孫瑞君榮
聲優 - 石住昭彦
表面上似乎是在學院中的工友，實際上是服侍王允家的忠心老人，擔任王允家道場的師範代。與水鏡是舊友。
* 黃蓋公覆
漫畫第二部的真一騎當千正式出場。
* 袁術公路
原南陽學院首領，性格懦弱怕事，卑劣無恥。就連下屬程普和王允都無法應付，因此對他們身懷憎恨。
3年前董卓為了想一睹昇龍而對袁術發下敕令，要袁術奪取藏於成都的玉璽，害怕董卓的袁術就與賈詡合謀，逼迫程普不得不親上戰場與發狂的劉備交戰。
之後被王允暗傷而住院，執掌南陽大權旁落，變的比過去更加畏畏縮縮。之後，被趕來尋找玉璽的夏侯淵殺害。
動畫版相異部分：一期中被受到王允慫恿的甘寧殺害。從此王允以袁術作為表面姿態，暗中接管南陽。
* 袁胤
聲優 - 岸尾大輔
動畫版原創角色，於GG出場。與袁術有親戚關係，對於孫策繼任首領一位感到不滿。卑鄙的他為了篡奪首領之位而俘虜孫權，最後失敗被孫策打倒。

## 孫家關係者
* 吳榮
聲優 - 井上喜久子
演員 - 田中良子
生日是11月1日。血型O型。身高163cm。三圍：B95・W59・H82。
孫策的母親。將孫策已逝世的父親遺留下來的勾玉傳給孫策，並以「奪取天下」來教育孫策，之後和女兒一同居住在周瑜家。
平時看來是個我見猶憐的和服美人，和女兒一般粗枝大葉常讓周瑜感到頭疼，但生氣起來其實力連孫策也敵不過。常被孫策說是「囉嗦的老太婆」。
實際上對女兒能否掙脫宿命而感到掛心，在赤壁戰前也常常鼓勵呂蒙等人，可以說是支持南陽最重要的默默支柱。
動畫版相異部分：在一期中由於夏侯惇幫助孫策的關係而認識他，自此對夏侯惇相當具有好感。DD中，輕而易舉就打敗前來入侵的蹋頓。
* 孫堅文台
孫策的父親。是孫家的思想支柱，已故。
動畫版相異部分：在DD中，孫策敗於曹操失去意識，在她體內的龍覺醒的瞬間曾見到亡父一面。
* 張紘子綱
聲優 - 齊藤次郎
與張昭同為侍奉孫家的老者，同時也是陸遜、于吉和諸葛瑾等人的授業師傅。對孫堅即為忠誠，為讓孫策能自在運用體內龍的力量，而傳授孫流八卦水龍拳。
動畫版相異部分：在一期中提前出場，同時也曾教導過董卓。在DD中，為救治被曹操所傷的孫策，讓于吉與她戰鬥。
* 張昭子布
聲優 - 藤村步
演員 - 片岡花繪
外表看起來是個小女孩巫女，實際上年紀將近百歲。長期守護插在彭城寺大石上的百辟刀「虎」、「雀」、「熊」、「馬」。
孫策前來修業時，張昭就讓孫策想辦法把「虎」折斷，最後孫策拼盡全力，使刀脫落出來，「虎」就此落入南陽手中。
後來董卓為顛覆自身命運要來強奪「雀」，張昭為阻止他而展開大戰，最後難以抵擋董卓的強大，只能在他體內埋下術式。自知命不久長的張昭盡最後之氣將自己的「先見之明」傳給了孫策後死去。
動畫版相異部分：在一期中並未出現，原先為董卓師傅的角色為張紘取代，所以並未死亡。在GG中正式出場，成為孫權和左慈的指導老師。
* 左慈元放
聲優 - 松岡由貴
動畫版原創角色，於GG出場。外表是披著黑紫色斗蓬綁著雙馬尾的女孩，幼年因擁有特殊力量遭到同儕排擠，之後內心充滿憎恨，想要用她強大的力量去對鬥士們進行報復。
然而她的內心其實比誰都還渴望有人能陪在身邊，因此找上了化用她名字的王允。為了能將王允留在身邊而將呂布復活，但也趁機挑起呂布與呂蒙間對王允的戀愛矛盾，企圖奪取寄宿在呂蒙眼中的龍。
最後在孫策、孫權等人努力下打開心防。與孫權成為了好友，兩人一起回到了張昭身邊進行修行。
* 周異
周瑜的父親。

## 許昌學園
本作三大主要舞台之一。對應的是三國志中的曹魏。原作所在地為神奈川縣橫須賀市。
* 曹操孟德
聲優 - 赤城進(遠藤真)
生日是6月1日。血型AB型。身高170cm。
許昌學院首領。初出場時遊手好閒，常常和夏侯惇、郭嘉聚在一起，而且經常在睡覺，看不出身為一個王者該有的霸氣。曾在與夏侯惇一起釣魚時跳入海中，發下豪語說「要將天下釣起來」。
少年時與許褚共同在道場學武，當時實力尚差的他經常被同儕欺負，常需要靠許褚解圍。結果一次當許褚被道館的同儕欺負時，曹操為了救許褚而初次發狂，對道館內的學生及師傅大開殺戒，此事為他留下了極重的心理陰影。
體內寄宿著君主才會擁有的「火龍」，因此能輕易拔取插在彭城寺大石上的百辟刀。在董卓死亡賈詡帶著玉璽歸順許昌後，郭嘉為了讓曹操體內的昇龍覺醒一統天下，故意解除了曹操的防衛警報，讓豫州學院對許昌發動攻擊。夏侯惇為保護曹操失去一眼，曹操因憤怒讓寄宿在勾玉內的靈魂與昇龍就此覺醒而性格改變。從此變的唯我獨尊，驕狂卻又不失冷靜，對一統天下大業雄心勃勃，展開對其他學園的征討行動。
身為一個首領，曹操的行動果斷堅決，但體內三國時代的曹操靈魂卻又不時想占據他的肉身，對於鮮血有著強烈的飢渴衝動。為免曹操一統天下，成都學園因此決定與南陽學園聯手，策畫讓曾讓三國時代曹操敗北的赤壁之戰重新在現代展開。
赤壁之戰時，體內的真氣甚至膨脹到牽動地脈，並使富士山噴發。同時也能輕而易舉就將昇龍覺醒的劉備降下的狂雷接住，霸王器量之驚人可見一斑。與孫策戰鬥時，三國時代的曹操靈魂覺醒佔據了肉身，展現了壓倒性的強大力量，但最後敗在了上下團結一心的鬥士們手中。
赤壁之戰後，曹操本過著一段和平的安穩日子，許昌卻在此時被義經與辨慶聯手突擊，曹操更被義經的刀劍所傷失明。但曹操就算失明仍不失霸氣，並將義經逼到崩潰失去戰意。然而黃雀在後，卑彌呼卻驟然現身，將曹操的勾玉奪去。
動畫版相異部分：一期時的髮色設定為黑髮，DD後修正回原作的暗紅色。DD中體內的魔王造型與漫畫不同，赤壁之戰後被孫策與劉備打敗後行蹤不明。然而卻又在GG最後一集突然回歸，制止了被左慈操縱的夏侯淵，也與夏侯惇等人回歸許昌。XX結尾在典韋與馬超大戰時現身驅趕走了憑附在典韋身上的司馬懿惡靈，讓馬超對他的看法有所改觀。
* 夏侯惇元讓
聲優 - 一期：上田陽司 、『DD』以後：阪口周平
演員 - 村田洋二郎
生日是6月30日。血型B型。身高173cm。
始終以街頭戰鬥的基本拳法為信念之實力者。是個單純豪爽、表裡如一的熱血男子漢，隸屬土木科，強調戰鬥最重要的是基本，因此在街頭格鬥結束後都會帶著工具對場地進行修補。
在曹操未覺醒前就已經是他的知心好友，也常和郭嘉聚在一起，三人交情匪淺。但這份單純卻也同時被郭嘉利用來讓曹操覺醒，當予州學園對曹操發動攻擊時，為了保護曹操而被胡車兒用武器射瞎左眼。
一次的街頭格鬥邂逅了孫策，兩人結成好友。孫策對他的評價是「在自己之上的超級大笨蛋」。因此當赤壁之戰爆發時，夏侯惇選擇拋開南陽和許昌間的敵對關係，盡心盡力幫助孫策。
行事極重情義，非常珍視伙伴，因此在賈詡被司馬懿一派孤立時，第一個想到能依靠的人也是夏侯惇。
動畫版相異部分：動畫版中因為幫助了孫策，成為吳榮喜歡的對象。連孫策都吐槽夏侯惇有可能成為她的繼父。一期時受到吳榮拜託，大鬥士大會對上孫策時，為了防止她體內的龍覺醒，故意只攻擊孫策的腿部，讓她不戰而敗。但之後夏侯惇仍敗給了呂蒙的關節技。
DD中明白關羽投降許昌的內心矛盾，暗中勸她離開，結果卻被魔王附身的曹操打倒，失去了記憶。赤壁戰後仍孤單一人在茫茫人海中找尋摯友曹操的身影。
GG中在找尋自己記憶的旅行途中偶遇呂布，兩人前往荒廢的洛陽學園後與夏侯淵大打出手。此時孫策出手救了夏侯惇，夏侯惇看到了自己過去修補場地的工具箱時，稍微恢復了部分記憶。GG結尾時終於與曹操重返許昌。
* 郭嘉奉孝
聲優 - 藤本隆行
生日是9月1日。血型AB型。身高174cm。
家裡經營醫院，並常與曹操和夏侯惇共同行動，三人交情匪淺。戰鬥實力在夏侯惇之上，但因為長期吸菸的關係罹患了癌症，所以非常積極的想在有限的生命內輔佐曹操奪取天下。
性格冷靜，不太喜歡與人親近，但為了曹操的霸業也會露出狡猾無情的一面。因此與賈詡合謀故意解除了曹操的防衛警報，讓豫州學院對許昌發動攻擊，使夏侯惇失去左眼。
雖為曹操的霸業制定不少謀略，卻諷刺的如同史實上的郭嘉壯志未酬英年早逝般，在一個下雨天遭偽裝成甘寧的馬謖襲擊，重傷昏迷住院觀察。
動畫版相異部分：一期與夏侯惇結伴參加大鬥士大會，在夏侯惇被呂蒙打敗後親自上陣，結果將呂蒙擊敗使南陽學園遭到淘汰。DD中則是直接被馬謖襲擊死亡。
* 夏侯淵妙才
聲優 - 喜多村英梨
生日是4月19日。血型A型。身高170cm。三圍：B90・W59・H89。
穿著白色的連身旗袍，擁有清澈的雙眼與出眾的美貌，性格沉默寡言，冷若冰霜。
自童年時代起就是海外的特種傭兵，精通暗殺術，本是個沒有感情和感覺的戰鬥機器。卻在一次意外與曹操邂逅找回了自我，而被他收留帶回許昌。因此將曹操視為恩人，對他極盡忠誠。即使身負重傷也有將任務貫徹到底的覺悟。
當曹操對各校征討時，故意攻擊甘寧並在他身上點了死穴，唆使甘寧去刺殺孫策。之後為了奪取玉璽先後對南陽與成都展開襲擊，並且殺了袁術，重傷樂就。然而兩次的攻擊行動卻被關羽與趙雲先後逼退。
當呂布為了在所剩不多的生命時間內來到許昌時，成為了她的最後對手。與呂布的戰鬥中，從呂布身上感覺到一股前所未有的心靈相通，視其為這輩子最佩服的戰友。因此當甘寧戴上了呂布的勾玉發狂時，無法認同戰友的靈魂遭到褻瀆憤而出手。
動畫版相異部分：DD中，前往中國與盜取龍玉的呂蒙大打出手，最後呂蒙借著飛機的氣壓才擺脫夏侯淵。原作奪取玉璽而襲擊南陽的任務也改為奪取龍玉。之後赤壁戰中與呂蒙交手，最後被王允與呂蒙聯手打敗。
GG中被左慈操縱，成為貫徹左慈命令的殺人機器，並與夏侯惇在洛陽學園大打出手。GG結尾時被驟然現身的曹操安撫而恢復了神智，之後一起回歸許昌。
* 許褚仲康
聲優 - 武田華
生日是6月20日。血型O型。身高184cm。三圍：B99・W60・H91。
身材比起其他同齡女性來的成熟，個子非常高大雄偉，經常穿著排球運動服。但與她的身材不同，本人非常內向怕羞，不擅言詞。心思纖細，喜歡做些刺繡手工藝，總是帶著自己親手縫紉的曹操玩偶。
與曹操是青梅竹馬，自幼與曹操在同一道館修練，當時實力尚差的曹操經常被同儕欺負，常需要靠許褚解圍。結果一次當許褚被道館的同儕欺負時，曹操為了救許褚而初次發狂，對道館內的學生及師傅大開殺戒。這件事讓許褚感到非常難過自責，因此誓言守護曹操。
孔武有力，是少數能夠阻止被體內昇龍吞噬意志而發狂的曹操的人。赤壁戰後，與變得悠閒的曹操形影不離。
然而許昌被義經與辨慶聯手突擊，許褚為了保護曹操，而與其他鬥士攜手抗敵。
動畫版相異部分：DD中變更設定為司馬懿一派的人，赤壁戰中與關羽交手不敵。赤壁戰結束後加入了運動社團。XX中將此設定修正回漫畫原作與曹操的青梅竹馬關係，並與曹仁代表許昌參加大鬥士大會，也曾幫助過馬超。
* 賈詡文和
聲優 - 一期：寺田はるひ 、『DD』以後：河原木志穂
演員 - 川上ジュリア
生日是1月6日。血型AB型。身高161cm。三圍：B86・W59・H87。
身材姣好，戴著眼鏡，性格八面玲瓏，長袖善舞，攜帶的筆記型電腦裝有許多鬥士的資料，因此能夠冷靜觀測時局發動號令，被稱為冷面軍師。
原本隸屬洛陽學院，為董卓的直屬軍師，對呂布與陳宮感到厭惡。在董卓死後，為求自保決定將玉璽獻給曹操表示臣服，然而見到曹操後，曹操卻對玉璽不理不睬，只是要求賈詡改戴隱形眼鏡，認為她不戴眼鏡比較漂亮，讓她當場傻眼。
為達成目標連自己的肉體都能作為籌碼，因此先後與董卓、郭嘉、荀攸等有權勢的人發生關係。甚至在3年前董卓為了一睹劉備體內的昇龍時，與袁術聯手對程普施加壓力，假扮成呂蒙將被侵犯的模樣讓程普不得不前往成都。
司馬懿一派崛起並開始掌握許昌大權後，驚覺自己開始被孤立，於是想盡辦法要在曹操身邊保有一席地位。在眾多許昌鬥士中最信任夏侯惇，為了能從夏侯惇調動人馬先司馬懿一步找到百辟刀，接受了夏侯惇的基本訓練，卻也明白了在前線戰鬥的鬥士們辛勞。
赤壁之戰期間，原本打算利用周瑜找到百辟刀並奪得玉璽，卻在東風吹起時，反被掙脫束縛的周瑜制服。在曹操覺醒暴走時甚至受牽連五指俱斷，幸好後來被太史慈的治癒能力療好。
赤壁戰後在夏侯惇的訓練下，修補場地技能竟然變的完美無缺。但消息靈通的她卻也同時收到顏良耳朵被割去的消息，對來日將降臨在許昌的大難感到不安。
動畫版相異部分：DD結局離開了許昌，在街上遇到了失憶變得孤單一人的夏侯惇。
* 司馬懿仲達/魏諷子京
聲優 - 齋賀觀月
生日是6月20日。血型AB型。身高164cm。三圍：B87・W58・H85。
許昌學院幕後真正的統治者，性格冷酷無情。暗中收羅了典韋、張遼等鬥士為其效力，積極尋找傳說中的三神器(勾玉、玉璽、五把百辟刀)，企圖將曹操取而代之一統天下。
留著亮金色的耀眼頭髮，擅長彈奏吉他。一次彈奏的過程中，莊嚴穩重的形象被典韋視為聖母瑪麗亞在世，成為典韋內心中的唯一救贖。一次典韋失控暴走時，為安撫她而被斬斷雙腳，從此必須以輪椅代步。
為了接近曹操而與他發生關係，但是心中的圖謀卻仍被曹操察覺，一度差點死在曹操手中。僥倖逃過一死的司馬懿更加積極她的奪權計畫，赤壁之戰期間將三神器收集俱全，企圖召喚蒼天之龍成為天下唯一的霸主。卻在此時被三神器召喚出來的獻帝直指司馬懿其實是假名，她的真名其實是魏諷子京。
魏諷被揭穿真名後坦白了歷史上的魏諷無法奪得政權只能含恨被殺，所以她冒用司馬懿之名為謀取霸業伺機而動，任由蒼天之龍佔據了肉身，甚至讓原本斷掉的雙腳重新生回。
在曹操與孫策的戰鬥結束後，以真命天子身分自居展現了壓倒性的力量，但她的肉體卻無法負荷昇龍帶來的影響開始崩壞。此時典韋突然出現，將百辟刀刺穿了魏諷，並且含淚拔刀連自己一同貫穿，兩人一起同歸於盡。
動畫版相異部分：DD撥出時真名為魏諷在原作尚未公開，所以無此設定。同時雙腳並未被斬斷，而是偽裝成癱瘓的樣子，身上有著刺青。在赤壁戰後被孫策與劉備聯手擊敗而滅亡。
XX時，肉體本已消滅的司馬懿靈魂卻在地獄結合了眾多戰亡鬥士的魂魄，變成了怨念的集合體「獻帝」。為了對鬥士展開復仇，煽動孟獲姊妹召開大鬥士大會。最後被孫策擊敗而魂飛魄散。
* 典韋
聲優 - 高橋美佳子
生日是11月5日。血型AB型。身高149cm。三圍：B70・W52・H73。
穿著哥德羅莉的洋裝，外表看似嬌小怯弱，但過去發生在她身上的眾多不幸打擊已經讓她成為凶暴冷酷的殺人武器。
雖然是初中生中卻已經擁有強悍的實力，使用弓箭作武器。過去被父親侵犯而暴走殺害了他，此事被傳開後讓她飽受霸凌。內心飽受痛苦折磨的她一次經過教堂時聽見了司馬懿彈奏的聲音，被這股聲音洗滌的典韋，將司馬懿視為聖母瑪麗亞在世，成為她內心中的唯一救贖。
後來又一次被同學合夥侵犯時再度發狂大開殺戒，甚至斬斷了司馬懿的雙腳。但司馬懿沒有躲避並冷靜安撫典韋的表現，使典韋對她抱持的愧疚與敬愛更加昇華，到了能為她出生入死的地步。
在呂蒙為呂布掃墓時現身發動攻擊，給予了呂蒙幾近致命性的強大傷害。此時黃忠受諸葛亮命令，為了救呂蒙與典韋大打出手。但對司馬懿的忠誠執著讓典韋拔出了百辟刀「龍」殺傷了黃忠，就在黃忠也命懸一線時，寄宿在呂蒙眼睛內的龍卻忽然覺醒。典韋無法匹敵昇龍的力量，而被砍掉了一隻手，重傷住院。
赤壁之戰當曹操與孫策的戰鬥結束，司馬懿恢復了魏諷真名，並以真命天子身分自居展現了壓倒性的力量，卻無法負荷昇龍帶來的影響開始崩壞時，典韋突然出現，將百辟刀刺穿了魏諷，並且含淚拔刀連自己一同貫穿，兩人一起同歸於盡。
動畫版相異部分：DD在呂蒙為呂布掃墓發動攻擊時交手的對象由黃忠變更為趙雲，手也沒有被斬斷。結尾時與張遼一同在一處牧場過著安穩的平凡生活。
XX再度出場，將獻帝視為司馬懿再生，因此再度被利用成為了殺人兵器。後與馬超對決時，被曹操驅趕了憑附在她身上的司馬懿惡靈，與曹操一同回歸許昌。
* 曹仁子孝
聲優 - 齋藤千和
生日是5月16日。血型O型。身高161cm。三圍：B78・W56・H82。
總是戴著一頂針織帽，穿著休閒服，性格開朗樂觀，有勇無謀，很愛吹牛自稱是A級鬥士，但實際上只是B級。在這部有著許多豐滿性感身材女性的作品中，曹仁的身材相對顯的發育不良，因此對自己的貧乳身材非常介意，也因此常成為其他鬥士調侃嘲笑的對象。也是最常被作者拿來惡搞搞笑的角色。
初次登場時為攻擊成都的部隊隊長，帶著張遼借給她的青龍刀虛張聲勢挑戰黃忠，甚至傻到以為赤身露體就能動搖黃忠，結果卻被對方輕易打倒。因為此次任務失敗被降級，奉令尋找掉落河中的百辟刀，結果一跳進水就抽筋溺水。之後雖然打撈到了百辟刀，結果馬上就被趙雲打敗。
雖然個性傻氣常鬧出笑話，但傻人有傻福，曹仁在經歷許多強者的戰鬥都能幸運的毫髮無傷存活下來。
赤壁戰後原本想將借來的青龍刀送還張遼，結果卻在路上被來自關西的鬥士包圍，曹仁情急之下故意偽裝作關羽的樣子，成功恫嚇住對方，但也因冒充關羽的關係引來了更為難纏的敵人。原本想故技重施嚇跑對手的曹仁，結果卻在使刀時不小心揮到自己而被敲昏，雖然馬上就被送入醫院，但也因此讓群眾誤解成「關羽被關西的鬥士打敗了」，謠言很快就傳遍了整個關東。
動畫版相異部分：直至XX才正式出場。和許褚作為許昌的代表參加南蠻舉辦的大鬥士大會，結果同樣鬧出不少笑話。
* 徐晃公明
聲優 - 遊佐浩二
生日是12月27日。血型A型。身高174cm。
許昌三神柱之一，作修行僧打扮，武器是錫杖。性格光明正大，渴求著強大的名號，執意與關羽為1800年前未完的樊城之戰分出勝負。擅常招式是八卦奇門槍直取丹田。
雖然襲擊了關羽的丹田讓她一度落敗，但關羽卻忽然覺醒將三神柱一舉打倒。落敗的徐晃告知關羽成都正遭受夏侯淵入侵，使關羽為了確保劉備的平安而降服許昌。關羽的忠義精神讓徐晃感到十分敬佩，之後對她一直相當禮遇。
赤壁之戰期間為關羽與趙雲的彼此廝殺感到震撼與感動，因此努力想為重傷的趙雲進行治療。最後更與孫策等人合力擊退被靈魂吞噬精神的曹操。
赤壁之戰後，許昌被義經與辨慶聯手突擊，三神柱起身反抗卻被辨慶打倒。
動畫版相異部分：DD赤壁之戰中的交戰對象是樂就。
* 張郃雋乂
聲優 - 中村浩太郎
生日是7月29日。血型B型。身高180cm。
許昌三神柱之一，作修行僧打扮，武器平時是錫杖，赤壁之戰期間則以百辟刀當武器。與徐晃不同，為人貪婪好色，在關羽成為許昌俘虜其間對她百般折辱並嚴刑拷打，結果卻反被知道劉備獻出玉璽而震怒的關羽一腳踢飛。
赤壁之戰期間與1800年前的下辨之戰有過因緣的張飛展開大戰，狂妄自大的他最後因大意而敗在張飛的拳腳之下。但就在張飛要持續進擊時，張遼卻忽然插手戰鬥暗算了張飛，在剛剛戰鬥中落敗而惱羞成怒的張郃立刻想對張飛痛下殺手，卻被及時趕到的太史慈輕易打倒。
赤壁之戰後，許昌被義經與辨慶聯手突擊，三神柱起身反抗卻被辨慶打倒。
動畫版相異部分：DD赤壁之戰中的交戰對象是周瑜。
* 樂進文謙
聲優 - 河原木志穂
生日是7月10日。血型AB型。身高149cm。三圍：B84・W56・H85。
許昌三神柱之一，作修行尼打扮，武器是錫杖。擅長讀心術「法力傳心來」，擁有透過接吻窺視他人想法的能力。
徐晃將關羽一度擊敗時，為了探出百辟刀「雀」的下落而對關羽使用了讀心術，沒想到卻目睹了三國史上關羽打敗強敵，啜飲敵人首級鮮血的模樣，當場嚇的魂不附體，失去鬥志。
赤壁之戰期間，原本打算利用周瑜找到百辟刀「雀」，卻在東風吹起時，反被掙脫束縛的周瑜一招制伏。
赤壁之戰後，許昌被義經與辨慶聯手突擊，三神柱起身反抗卻被辨慶打倒。
* 張遼文遠
聲優 - 水島大宙
擁有黝黑的膚色，一頭染金的短髮，與典韋同樣隸屬司馬懿一派。平時實力深藏不露，其實擅長操弄真氣。
赤壁之戰期間在張郃要被張飛打敗時，偷襲了張飛並強行帶走了張郃攜帶的百辟刀。當東風吹起，周瑜展開行動時突然現身，以沉著的觀察力看穿周瑜就是策劃關羽與趙雲彼此廝殺，目的是為了引出劉備昇龍覺醒的主導者。
對司馬懿只將典韋視為棋子的態度感到不以為然，對擁有仁德，讓許多鬥士追隨的劉備感到憧憬。因此雖然司馬懿下令要張遼殺死劉備，張遼也沒有真的痛下殺手，只是脅嚇劉備要她從北寺塔跳下以換取伙伴性命。然而劉備為救伙伴真的從塔頂一躍而下，墜落過程中感應到關羽的氣消失，從而讓體內的龍覺醒。
赤壁之戰後，許昌被義經與辨慶聯手突擊，雖然重傷未癒卻也與其他鬥士攜手抗敵。
動畫版相異部分：DD赤壁之戰中的交戰對象是王允。結尾時與典韋一同在一處牧場過著安穩的平凡生活。
* 于禁文則
聲優 - 飯島肇
留著大光頭，擁有如同蜥蜴般的長舌頭，性格卑劣好色，為達勝利可以不擇手段，使用武器為類似二刀流的節棍。擁有一群同樣理光頭的屬下。
第一次偷襲成都時被關羽打敗，之後趁著關羽被三神柱糾纏時，為奪取玉璽與夏侯淵聯手進犯成都，卻被張飛輕易打倒。之後趁趙雲與夏侯淵戰鬥時脅持劉備作為人質，無恥的性格連夏侯淵也深感不齒，而被她的武器打傷。勃然大怒的于禁，為了讓自己的失敗有藉口，竟然出手暗算夏侯淵，此舉激怒了趙雲而被她使出紫電一閃打倒。
赤壁之戰期間偷襲周瑜家，卻被陸遜用麻沸散阻擋在外。但于禁卻利用武器突破了陸遜的陷阱，就在陸遜陷入危機時，被諸葛瑾救治雸恢復意識的孫策卻突然跑了出來，無意間將于禁一腳踩翻。
* 荀攸公達
隸屬於司馬懿一派，在郭嘉死後與賈詡一起行動。縝密收藏著百辟刀與司馬懿打算剷除的許昌鬥士資料，似乎早已猜測到司馬懿也是利用假名行動的鬥士。
* 王雙子全
聲優 - 森久保祥太郎
和郭嘉、夏侯惇走的很近的鬥士。當董卓召開大鬥士大會時，為了打倒其他鬥士取走勾玉獲得參賽資格，找上了周瑜和孫策，結果卻被周瑜一拳打敗。
赤壁之戰後，許昌被義經與辨慶聯手突擊，與牛金共同抵抗辨慶，卻不幸落敗。
* 牛金
帶著摔角面具的魁梧巨漢，被賈詡評價為擁有在許褚之上的蠻力。對自己的力量相當自滿，結果在赤壁戰中挑戰周瑜被輕易打倒。
赤壁之戰後，許昌被義經與辨慶聯手突擊，與王雙共同抵抗辨慶，卻不幸落敗。
* 李通文達
漫畫版第一集番外篇登場，為挑戰馬超而被郭嘉唆使戴上了呂布的勾玉。(在番外篇的設定中，呂布這個鬥士並不存在)
雖然輕易打敗了韓遂與程銀，卻被力量覺醒的馬超打倒，情急之下將奪來的玉璽投入海中。2天後被郭嘉處置，從此人間蒸發。
* 夏侯恩子雲
奉命守護長阪的百辟刀，持有寶刀虎鐵「青釭」，結果遭到趙雲打敗。
* 淳于導
奉命守護長阪的百辟刀，與夏侯恩聯手挑戰趙雲，結果仍然被打敗。
* 孔秀、韓福、孟坦、卞喜、王植、秦琪
奉司馬懿之命前往深山尋找百辟刀，結果卻不幸遇上關羽，被輕易打倒。

## 成都學園
本作三大主要舞台之一。對應的是三國志中的蜀漢。原作所在地為崎玉縣秩父市。三所高校中唯一的女校，制服設計為常見的水手服。與桃源院關係密切。
* 張飛翼德
聲優 - 茅原實里
生日是8月9日。血型O型。身高161cm。三圍：B86・W59・H87。
留著短髮，個性豪邁，心直口快，非常愛吃零食，常為了容易發胖的體質困擾。平常在監禁覺醒後的劉備的神社中擔任巫女的工作，也總是負責照顧劉備等人的生活起居，對家事非常擅長。但在番外篇中被心露石影響露出了本性，關羽才知道張飛充滿韌性的外表下，其實具有嬌柔溫順的女人味。
與劉備、關羽有著堅定不移的桃園結義之情，三人決定生死與共。但對於劉備只知道看書的溫吞個性有些不耐煩，常常藉機想訓練劉備變得更強，結果老是出現反效果。
在轉入成都前於大和學院中學部就讀，拜紫虛上人為師，且與柳生三嚴是舊識。當時實力還很弱小的兩人結成好友，但現在柳生的成長卻已經突飛猛進，使張飛成為被嘲笑的對象。
戰鬥力雖比關羽、趙雲來的遜色，但個性堅強不服輸，擅長運用以蛇矛形態為基礎的張家三體式蛇矛連環劈拳。當于禁初次率眾偷襲成都時，獨自一人就將前來搗亂的數十名鬥士們打敗，這韌性感動了夏侯惇下令撤退，使成都躲過一次危機。
當夏侯淵與于禁再度為了搶奪玉璽進犯成都時，張飛先將于禁打敗，之後再用蛇拳將夏侯淵擊出窗外。但卻因一時大意而被夏侯淵擊敗，幸好趙雲及時現身救援。因為兩度的失敗經驗讓她下定決心要變得更加強悍，所以努力修行。
赤壁之戰期間與1800年前的下辨之戰有過因緣的張郃展開大戰，雖然手拿百辟刀的張郃十分難纏，但張飛的奮鬥不懈最後終於爆發實力，用擅長的蛇拳打敗了狂妄的張郃。但就在張飛要持續進擊時，張遼卻忽然插手戰鬥暗算了她。在剛剛戰鬥中落敗而惱羞成怒的張郃立刻想對張飛痛下殺手，幸好被及時趕到的太史慈打倒張郃，成功救出張飛入院接受治療。
赤壁之戰後與好久不見的柳生重逢，並從她口中知道關西的鬥士正打算大舉入侵關東。當寶藏院胤舜對成都展開侵襲時起身反抗，可惜最後不敵。
動畫版相異部分：DD中的赤壁之戰較無亮眼表現。與張郃決鬥時展現的絕招蛇矛連環劈拳推遲至XX中與孟獲交戰時使出。
* 趙雲子龍
聲優 - 淺川悠
生日是8月4日。血型A型。身高170cm。三圍：B89・W59・H87。
梳著一頭銀亮有光澤的美麗長髮，雙眼習慣閉著，只有在憤怒或是認真時才會睜開。有著不輸關羽的窈窕身材曲線與豐滿雙峰，個性冷靜穩重，開朗大方。對於服侍的主君極盡忠誠，強悍的實力也深受他人信賴。
使用的武器為妖刀村正「斬龍」。過去趙雲仍屬於幽州學園時，為了保護首領公孫瓚而去拜訪著名的刀匠村正，希望能鑄造一把能保護人的名刀。村正故意為難趙雲令她脫去全身衣服，顯示她能賭上性命的覺悟。而趙雲為了完成使命真的照辦，村正明白了她的決心就將過去鑄造的妖刀「斬龍」送給了她。得到村正的趙雲與前來刺殺公孫瓚的刺客麴義大戰，然而麴義不過是幌子，真正狙殺公孫瓚的刺客其實是呂布。因為趙雲一時大意，導致公孫瓚被呂布殺害。自責的趙雲將村正封印在成都的神社，之後獨自離開。
之後當夏侯淵與于禁再度為了搶奪玉璽進犯成都時，有責任感的趙雲取回村正踏入戰場，與夏侯淵展開一場大戰。趙雲認同夏侯淵為了首領奮不顧身的精神，而鄙視只想自保甚至偷襲夏侯淵的于禁。憤怒的趙雲使出了絕招「紫電一閃」，將于禁打成重傷並威嚇他要把夏侯淵平安帶回許昌。
當關羽被俘虜加入許昌後，劉備意志消沉，甚至厭惡發起戰鬥時，也是靠成熟的趙雲擊退來犯的刺客，開解了彷徨無助的心。
赤壁之戰時，諸葛亮和周瑜為了找出真正的玉璽需要讓劉備的昇龍覺醒，趙雲明白若必須給予劉備非常沉痛的打擊，只有自己的犧牲是遠遠不夠。趙雲很快就明白身為一個鬥士，她在這場戰爭該擁有的覺悟與責任。之後進攻紅瓦倉庫時，與關羽展開一場悲壯的戰鬥。關羽因與徐晃一戰丹田受傷未癒，趙雲看破這點也用村正割腕，讓兩方都在命不久常狀態下可以施展全力戰鬥，此舉使關羽十分感動。這場壯烈的廝殺最後以兩敗俱傷收場，但關羽的真氣也已耗盡，最後抱著趙雲將照顧劉備的重責大任託付給她後，流淚辭世。
但趙雲在這場戰鬥亦傷勢過重瀕臨死亡，被趙雲與關羽的精神打動的徐晃，決定用自己及曹仁的真氣來使兩人復甦，可惜毫無起色。幸虧之後諸葛瑾及時現身才救回趙雲。
赤壁之戰後，趙雲前往村正處要修復愛刀，在返回成都時與柳生三嚴在竹林內相逢。柳生對趙雲發起挑戰。觀察到趙雲身上有傷後就將一隻眼戴上眼罩以示公平。柳生因同樣擁有村正鑄造的妖刀而與趙雲戰的不分秋色。趙雲因此意識到即將從關西席捲而來的風暴。
當成都被寶藏院胤舜率眾突擊時，與黃忠一同抵抗來犯的僧眾。然而舊傷未癒的趙雲卻不敵，幸虧關羽及時現身解圍。有感於自身力量還遠遠不足，而再度造訪村正請他幫忙鑄刀。
雖然趙雲行事一直都很穩重，但番外篇中她的愛刀不見時，趙雲變得非常不安且心不在焉，一握到長柄的物品時就會情不自禁當成村正在揮舞。
動畫版相異部分：DD中在呂蒙為呂布掃墓被典韋攻擊時，取代原作黃忠戲分現身搭救。後來在孫策被曹操攻擊昏迷，與于吉一同讓孫策體內的「水龍」覺醒。原作中與關羽的壯烈戰鬥全被刪去。GG以後大半事蹟皆為原創。
在動畫特典部分揭露出趙雲擁有非常好的酒量，而且擅長彈鋼琴。
* 諸葛亮孔明
聲優 - 門脇舞以
生日是1月1日。血型AB型。身高143cm。三圍：B60・W48・H58。
成都學園的軍師。是個面無表情，喜怒不形於色的女童，足智多謀，審時度勢，有非常卓越的先見之明。定出的計謀非常強硬，有著伏龍軍師的稱號，但也表現出為達目的草菅人命也在所不惜的冷血一面。
當曹操大舉征討各校時，關羽一行為了尋求諸葛亮的輔佐而來到桃源院。劉備與其他人走散後意外遇到了正在釣魚的諸葛亮，然而諸葛亮從池水里釣上的不是魚而是一條巨龍。當諸葛亮被巨龍拖入水中時，不會游泳的劉備仍拼命的跳入水中救人，諸葛亮被其感動，決定以軍師之姿追隨她。
為了促成赤壁之戰，用了許多手段讓南陽成為許昌追殺的目標，迫使南陽不得不與成都聯手，徐庶就曾警告諸葛亮所作的一切將會化為災厄報應在身上。當徐庶代替了諸葛亮承受劫難死去時，諸葛亮難過的留下了淚水。
赤壁之戰期間，趁著有颱風要襲擊日本時，為了引起東風而出海。促使孫策、劉備與曹操三名擁有昇龍的君主齊聚紅瓦倉庫。
赤壁之戰後，從柳生口中知道關西鬥士將入侵關東，搶先將劉備的勾玉調包。但也在胤舜突擊成都時受了重傷，並未跟隨大家前往奈良的修行。
在原作並沒有參加戰鬥只有在遊戲類似拿水晶球和羽扇來當武器是靈術系鬥士。
動畫版相異部分：動畫中非常親近劉備展露出許多腹黑的一面，視關羽為情敵，兩方常有小摩擦，遊戲也用這方面性向。
* 龐統士元/蔣幹子翼
生日是9月1日。血型A型。身高163cm。三圍：B87・W58・H86。
頭髮綁成雙馬尾，性格古靈精怪，面對突發狀況時反應靈敏，受命於諸葛亮在赤壁戰前六個月就偽裝成蔣幹混入許昌，幕後策劃赤壁之戰。
當周瑜被俘虜置許昌時，故意用美色誘惑周瑜，使周瑜嚇得不知所措。然而這全是為了騙過賈詡的假象，用意是為了偷偷告訴周瑜諸葛亮的佈局。
為盜取百辟刀「熊」而潛入許昌的密室，卻意外發現司馬懿打算剷除的許昌鬥士資料，以及荀攸保管的另外一把百辟刀。當她出手攻擊荀攸時反被對方用百辟刀逼退，知道自己臥底的真面目曝光後立刻逃離了許昌。
赤壁之戰展開，與諸葛亮、黃忠一起為了引起東風而出海。
動畫版相異部分：僅於動畫版特典登場，未參與本篇故事進行。
* 馬謖幼常
聲優 - 『DD』：天田有希子 、『GG』以後：龜岡真美
生日是3月30日。血型A型。身高162cm。三圍：B87・W57・H85。
頭髮綁成雙辨，身材婀娜豐滿的少女，使用拐子和飛標做為武器。受命於諸葛亮在一場大雨中裝扮成甘寧，對郭嘉發動暗殺。雖然力量一度被郭嘉壓制住，但馬謖卻利用了藥物使郭嘉麻壁，最後成功打敗了郭嘉。赤壁之戰時受孔明之命前往參戰，卻在北寺塔被戴上呂布勾玉而暴走的甘寧打傷。
動畫版相異部分：DD中是直接將郭嘉殺死。之後代替成都前往南陽要求結盟。
* 司馬徽德操
聲優 - 樫井笙人
外號水鏡，是個戴著眼鏡的矮小乾癟老人，年輕時與徐庶是酒友，頗受到關羽等人的敬重。
* 孟達子度
於番外篇中出場。和劉備同為圖書委員，表面看上去極富知性，實際上卻暗藏陰謀。當劉備因故與關羽發生爭執時介入了兩人之間，並故意挑撥兩人間的感情。
為了轉學前往許昌，故意趁與劉備獨處時讓許昌的鬥士對她進行綁架。劉備這才明白錯信了孟達，哭著盼望關羽前來搭救。所幸之後關羽及時趕到解圍，兩人又言好如初。
* 周倉
一年級女學生，戴著眼鏡，於番外篇中出場。喜歡著關羽，在關羽生日時對她送上禮物。
* 趙累
於番外篇中出場。當趙雲因為愛刀不見，只要一拿起長柄狀的物體就會情不自禁的揮舞時，受到波及的被害者之一。
* 關平
聲優 - 柚木涼香
PSP遊戲『Eloquent Fist』、『XROSS IMPACT』登場的原創女鬥士。三圍：B85・W52・H79。
成都中學部學生，對關羽十分崇拜，以守護關羽為己任，努力想要變強。之後為了修行前往中國，而與貂蟬共同行動。
『Eloquent Fist』的技能「坦之連続腳」名由取自民間故事中，關平流傳的字「坦之」。
* 阿斗
聲優 - 加藤英美里
PSP遊戲『XROSS IMPACT』登場的原創女鬥士。三圍：B84・W58・H83。
小時候因常被欺負而對英雄充滿憧憬，總是披了件披風，為了成為大家心目中的英雄而前往美國修行，但想變強的過度執著卻也讓她的心態開始出現偏差。
歸國後為了洗刷汙名而發起Battle Treasure Hunting大會，想讓大家見識自己的實力。但大會被擊敗後，把擊敗自己的對手(視玩家選擇路線而有變)當作真正的英雄，一改驕傲性格常以孫策或夏侯淵等人當對手磨練自己。把劉備當成姊姊般憧憬，也同時招來關羽與諸葛亮的敵意，但本人並沒察覺這一點。

## 桃源院
原作所在地為箱根神山。與成都學園來往密切，有許多成都的鬥士皆會來此進行修行指導。
* 徐庶元直
聲優 - 『DD』：清川元夢 、『XX』：高岡瓶瓶
桃源院的總指揮。化名單福，是個瘦骨嶙峋，顴骨高聳，眼小如豆的老者。擅長使用毒物與迷香，年輕時與司馬徽是酒友。
當關羽為了尋找伏龍造訪神山時，故意挑釁關羽引對方出手，目的是為了絆住關羽使劉備能與諸葛亮會面，並讓因力量而自滿的關羽領會何為鬥士，何為武道。
因諸葛亮為了促成赤壁之戰，用了許多手段讓南陽不得不與成都聯手，徐庶就曾警告諸葛亮所作的一切將會化為災厄報應在身上。
當曹操的真氣膨脹，牽連到日本火山群起噴發時，張開不動明王的結界，企圖攔阻曹操。同時也代替了諸葛亮承受本應報應在她身上的災厄，被天上降下的轟雷劈中，身中焚火墜崖死亡。
* 黃忠漢升
聲優 - 三宅健太
徐庶的大弟子，桃源院武藝最高強的鬥士，是個身材高大的僧人，忠厚老實，不擅與女性互動。但在番外篇中被心露石影響露出了本性，大家這才知道純情的他其實一直壓抑著內心旺盛的色欲。不但出言調戲關羽和張飛，更大膽伸出鹹豬手，結果當然被兩人教訓了一番。
在呂蒙為呂布掃墓被典韋攻擊時，黃忠受諸葛亮命令，為了救呂蒙與典韋大打出手。但對司馬懿的忠誠執著讓典韋拔出了百辟刀「龍」殺傷了黃忠，就在黃忠也命懸一線時，寄宿在呂蒙眼睛內的龍卻忽然覺醒。為了阻止發狂的呂蒙，黃忠的數根手指遭到切斷。
之後一直鎮守成都阻擋許昌不斷進犯的鬥士，堅強的實力值得仰仗。赤壁之戰期間作為護衛，與諸葛亮、龐統一起為了引起東風而出海。
赤壁之戰後，成都被寶藏院胤舜率眾突擊，與趙雲一同抵抗來犯的僧眾。可惜最後筋疲力竭被打倒。
動畫版相異部分：DD在呂蒙為呂布掃墓被典韋攻擊時，戲分被趙雲取代。
* 馬良季常
白眉長髮的少女，是徐庶的弟子。當曹操的真氣膨脹，牽連到日本火山群起噴發時，受徐庶指示張開不動明王的結界，企圖攔阻曹操。
* 魏延文長
僅於對話中被提及，與馬良同為徐庶的弟子。當曹操的真氣膨脹，牽連到日本火山群起噴發時，受徐庶指示張開不動明王的結界，企圖攔阻曹操。

## 洛陽高校
* 董卓仲穎
聲優 - 浪川大輔
生日是1月31日。血型B型。身高165cm。
洛陽高校的領袖。性格殘忍果決，內心冷酷，雖然面目清秀卻有著自殘的癖好，因此身上到處都貼滿了OK繃及紗布。興趣是在菜園內種植西瓜，因為剖開後就像人類的腦袋一樣染滿鮮紅。擅長的招式是少林長護心意們拳雙蛇爆裂掌。
為了分化各學園間的反董卓勢力，假借獻帝名意頒布敕令召開大鬥士大會，目的是為了讓鬥士們自相殘殺。與生俱來的魔王魅力加上強悍的實力讓許多學園的首領都不敢反抗，對他唯命是從。但內心其實也想改變勾玉宿命，甚至為一睹昇龍而策畫了讓劉備體內的龍覺醒的計謀。
之後為了能一統天下企圖奪取彭城寺大石上的百辟刀，然而他奪取百辟刀的行為卻被張昭直指無法改變宿命，更加無法得到天下，被這句話激怒的董卓因此對張昭痛下殺手。最後果然難逃張昭預言，在下山途中被反叛的呂布攻擊，進而明白到鬥士到頭來還是難逃宿命的輪迴，因此選擇跳崖自盡。但他在跳崖前亦對呂布說出王允的真面目，使原本深信能夠改變命運的呂布當場崩潰。
動畫版相異部分：有確實將大鬥士大會舉辦到最後，但卻故意在決賽對上許昌時棄權，借此留下玉璽。之後故意在泳池邊邂逅孫策時偷偷施加暗算埋下了蛇，迫使孫策與呂蒙不得不解除體內的蛇來洛陽找自己。
為了除去呂布故意引起孫策體內的昇龍覺醒，並讓兩者自相殘殺。但呂布卻選擇與董卓同歸於盡，兩人最後在菜園內死亡。然而董卓卻故意將自己靈魂寄宿在孫策的勾玉中，企圖在死後仍能對王允展開復仇。然而孫策勾玉內的龍卻在最後把董卓的靈魂吞滅，使孫策終於恢復了心智。
* 陳宮公台
聲優 - 岡寛惠
生日是12月24日。血型AB型。身高160cm。三圍：B84・W56・H83。
追隨呂布的忠心鬥士，兩人從小時候開始就一直形影不離。當董卓死後本欲為呂布奪取藏於洛陽的玉璽，但計畫卻被賈詡識破而被李傕俘虜並遭受凌辱，重傷入院。
當呂布潛入許昌，卻與夏侯淵拼鬥身受重傷即將逝去時，陳宮拒絕了曹操與賈詡的勸降，破壞了自己與呂布的勾玉，選擇與呂布一起死亡。
動畫版相異部分：並未與呂布一同赴死，而是提前在醫院因重傷逝世。
* 李傕稚然
聲優 - 赤城進(遠藤真)
性格殘忍好色，左臉有刺青。因凌辱陳宮而遭呂布殺害。
* 華雄
聲優 - 蓮池龍三
大鬥士大會的與會者之一，實力不明。在董卓死後，追隨賈詡一同向許昌獻上玉璽投降。
* 侯成
本為呂布的下屬，但董卓死後卻想將呂布打倒作為投降曹操的獻禮。結果一招就被呂布殺害。
* 貂蟬
聲優 - 小林優
PSP遊戲『Shining Dragon』等系列登場的原創女鬥士。三圍：B89・W59・H90。
留有一頭耀眼的金髮，身材高挑，有著出眾的豐滿身材與絕世美貌。擅長的武器是一柄巨大的長劍。
與關羽是青梅竹馬，並對呂布充滿戀慕，在呂布死後為了使她復活而尋求各種手段。體內寄宿著「光之龍」，當龍之力寄宿在身上時，能夠產生不同的幻覺。
(延續動畫GG劇情)知道呂布曾被左慈的力量復活後，與關平結成好友，前往中國進行修行。

## 涼州學園
* 馬超孟起
聲優 - 遠藤綾
生日、血型、身高不明。只確定胸圍是B88。
隸屬於涼州學院，漫畫中第一集的番外篇中登場。平常是個少根筋，性格悠哉的平凡女生。但見到李通將韓遂與程銀打倒時，潛藏體內的狂暴性格卻突然覺醒，成為了狂暴嗜血的野獸。
攻擊的方式被程銀評價為既殘酷又優雅，如同歷史上的錦馬超一般。打敗李通後因力量使用過度而昏了過去，等她再度醒來時已經沒了這段記憶。
動畫版相異部分：於XX正式出場，造型個性和漫畫中大不相同。性格直爽好管閒事，總是隨身攜帶點心，非常怕蛇。因為韓遂據傳是被曹操所殺的關係，獨自前往許昌發起挑戰，卻被許褚打退。灰心的馬超在大雨中意外認識了劉備，從此與成都學園的鬥士們成為了好友。之後拜孫策為師傅，並參加南蠻學園舉辦的大鬥士大會。
在邂逅了許多人事物，以及被許褚對曹操懷抱的情感影響到而開始體會自身的渺小，也開始對曹操的仇恨開始動搖。之後遇到了失去心興而發狂的典韋展開戰鬥，與她打的不相上下。最後曹操赫然出現將失控的典韋制伏救了馬超，讓馬超真正放下了仇恨，之後轉學加入了成都。
* 韓遂文約
聲優 - 三瓶由布子
涼州學院二強。留著一頭粗糙的亂髮，是八極拳的達人。與程銀常為馬超的悠哉而操心。曾在大鬥士大會上露過一次面。
動畫版相異部分：於XX馬超的回憶中出場。當時與曹操在同一道館練武，然而卻被為了許褚而失控的曹操重傷，之後傷重不治。
* 程銀
涼州學院二強。擅長擒拿手，擁有一身黝黑膚色的美女。實際上卻是為了阻止馬超狂暴的守衛一族，與韓遂常為馬超的悠哉而操心。

## 南蠻學園
* 孟獲
聲優 - 田中敦子
身高171cm。三圍：B95・W61・H91。
動畫版原創角色，於XX出場。一頭紅髮加上古銅色的肌膚，左手臂上有道紅色花紋，使用的武器是有勾的飛輪。
南蠻學園首領，性格粗魯，好勇鬥狠，卻又有著非常不搭軋的音樂鑑賞興趣。原本與妹妹孟優在南關東一方為霸，卻被突然出現的獻帝煽動而召開了大鬥士大會。
* 孟優
聲優 - 豐口惠
身高170cm。三圍：B94・W59・H90。
動畫版原創角色，於XX出場。一頭藍髮，右眼戴著眼罩。披白披風，手持長劍。原本與姊姊孟獲在南關東一方為霸，卻被突然出現的獻帝煽動而召開了大鬥士大會。
之後趁著關羽等人離開成都的時候進行偷襲，卻被趙雲所擊敗。在劉備的勸說下達成和解，改變想法欲阻止姊姊被獻帝利用。
* 木鹿大王
聲優 - 天田益男
動畫版原創角色，於XX出場。孔武有力，身材高大，為達目的不擇手段，對南蠻首領之位非常覬覦。
在孟優與劉備達成和解後，決定綁架劉備，卻被隨後出現的孫策與樂就打敗。

## 揚州學園
- 太史慈子義

聲優 - 一期：三宅健太 、『XX』：後藤淳一
演員 - 吉田友一
揚州學園最強的鬥士。皮膚黝黑，身材健碩，常戴著墨鏡，為人剛烈正直，武藝過人。與孫策戰後遭首領劉繇暗算而住院，並遭到學園除名。
孫策對於太史慈因為自己而住院一事深感自責，並且猶豫著是否要參加大鬥士大會時，昏迷中的太史慈努力使出力量，握緊拳頭作出手勢激勵了孫策。
赤壁之戰中，被諸葛瑾治好後也同時學會了用真氣治癒他人的能力。熱血如沸的他趕往赤壁戰場，救下快被張郃打倒的張飛。爾後更與呂蒙，夏侯淵等聯手大戰暴走的甘寧，並想辦法救助在場的傷患。劉備從北寺塔上跳下覺醒暴走，太史慈與她略過幾招，但卻無法匹敵。之後與眾人一起對抗魔王曹操，最終獲得勝利。
動畫版相異部分：僅於一期登場，並未參與赤壁之戰。
- 劉繇正禮

聲優 - 蓮池龍三
揚州學園首領，性格卑劣，常穿著一身連帽外套。對董卓敕令要殺害孫策感到壓力，因對太史慈與孫策交戰的結果不滿而暗算太史慈使其住院。事後在孫策準備去參加鬥士大會的路上率人截擊，結果反被孫策打敗。
動畫版相異部分：在一期中孫策因為知道太史慈住院的消息，而前往揚州學園理論。最後孫策體內的龍覺醒，因而發狂將在場所有鬥士打倒。
- 樊能

聲優 - 藤本隆行
第一個對孫策挑戰的鬥士。之後和劉繇在孫策參加大鬥士大會的途中一起展開截擊，卻仍不幸敗北。輸給孫策的樊能，對孫策提出了「鬥士會遵循勾玉寄宿的武將靈魂，重複著命運的爭鬥」的忠告。

## 吳郡高校
* 
聲優 - 小林由美子
生日是7月7日。血型O型。身高155cm。三圍：B80・W55・H83。
吳郡高校最強的鬥士。具有驚人實力的麥色皮膚女孩，奉張紘為師，實力高超，連太史慈也曾差點敗在她手下。由於三國故事中孫策的死是因為于吉造成的，因此孫策想藉由挑戰于吉突破自己的命運。
孫策與于吉交戰遭到壓制，後來周瑜被于吉所傷，孫策失控暴走拿百辟刀「虎」揮砍，周瑜為了讓她恢復清醒而被百辟刀所傷。此戰于吉雖躲過一死，卻也就此意志消沉。
赤壁戰後再度出場，本來知道孫策克服鬥士宿命時還感到慶幸，但卻馬上感應到一股來自關西地區的恐怖氣息正在逼近。
動畫版相異部分：一期出場時間提早，與孫策有多次交集。後來在DD中，代替了原作王允的戲分，為了使孫策與體內的昇龍共處而犧牲生命。
* 趙景
吳郡高校副總長，身材健碩。原本要拒絕孫策與于吉的對決，但被于吉制止。
* 許貢
自稱攜有妖刀「村正」的鬥士，與孫策對戰，不敵。
* 吳沌
本來鎮守吳郡高校的鬥士，被孫策和周瑜擊倒。
* 費敬
擅長八極拳的鬥士，與孫策對戰，不敵。

## 豫州學院
* 顏良
聲優 - 一期：齊藤次郎 、『DD』：三浦潤也
生日是8月28日。血型B型。身高180cm。
右眼有傷疤，性格卑劣，為求勝利不擇手段，對同伴也能毫不猶豫出手。大鬥士大會中為求出戰不惜偷襲高覽，並打敗樂就。但不久就被及時趕到的呂蒙打倒。
赤壁之戰後，被卑彌呼攻擊，耳朵遭到割去。
動畫版相異部分：在一期中是和文醜聯手參戰。在DD中，被前來討伐的許昌三柱神秒殺。
* 文醜
聲優 - 一期：米田直嗣 、『DD』：木下尚紀
留著一個大光頭，身材肥胖。過去參加大鬥士大會曾把程普打成重殘。僅於回憶畫面登場。
動畫版相異部分：在一期中是和顏良聯手參戰。在DD中，被前來討伐的許昌三柱神秒殺。
* 胡車兒
聲優 - 生天目仁美
左眼下有十字星樣，擅長使用暗器的女鬥士。
當郭嘉及賈詡為讓曹操覺醒而故意解除曹操警備，設計豫州的刺殺行動時，胡車兒為殺曹操而將夏侯惇刺瞎一眼，被發狂的曹操殺害。
* 田豐元皓
帶著眼鏡的理論派，參加大鬥士大會的代表。但對顏良傷害高覽的行為卻置之不理。
* 高覽
留著一頭烏黑長髮的美女，參加大鬥士大會的代表。本來要準備對上南陽，卻反而被同伴顏良暗算。
* 袁紹本初
豫州學院的首領。漫畫中並未正式露面。
動畫版相異部分：在DD中，顏良和文醜被打倒後率眾臣服許昌。
* 麴義
因為幽州學園的公孫瓚與豫州學園產生衝突，董卓敕令刺殺公孫瓚的刺客。穿著緊身黑衣，將兵刃藏於胸口，並將嚴綱殺害。
與新得到村正妖刀的趙雲交手，因無法答出趙雲提問為何而戰，以及對命運的質疑而落敗。
* 孔伷公绪
豫州學院的前任首領。仅被提及，很早就被董卓消滅。修正版后仅言“豫州学院被董卓破坏”连提及都被消除。

## 幽州學院
* 公孫瓚伯珪
幽州學園首領。因為與袁紹所屬的豫州學園產生衝突，遭到董卓的敕令刺殺。面對刺客麴義的突擊嚇的不知所措，幸得當時尚為其麾下的趙雲所救。
然而麴義不過是幌子，真正狙殺公孫瓚的刺客其實是呂布。因為趙雲一時大意，導致公孫瓚被呂布殺害。
* 嚴綱
保護公孫瓚的眾多鬥士之一，B級。結果不敵麴義慘遭殺害。

## 大和學院
* 卑彌呼
聲優 - 高橋智秋
大和學院首領。繼承古邪馬台國女王的靈魂，性格獨斷冷酷，在赤壁戰後突然率領大量關西鬥士前來關東，在各地進行鬥士勾玉狩獵的神秘少女。
出場時即將顏良的耳朵割去，後來邂逅了因為赤壁舊傷復發，而被其他鬥士包圍的孫策。之後趁其不備盜走孫策的勾玉，與孫策深吻的一幕恰巧被周瑜見到。得到孫策勾玉的卑彌呼就把顏良的勾玉連同耳朵一起交給周瑜，使周瑜感到震驚，並發覺到將有一股風暴要席捲關東。
當義經與辨慶聯手突襲許昌，卻被曹操的霸氣所懾時赫然現身，打倒了曹操奪走他身上的勾玉。已經得到兩校首領勾玉的卑彌呼，對搶奪劉備勾玉的胤舜發起挑戰，卻發現勾玉早已調包成假貨。
當柳生因為與成都的友情而想放棄捲入關西與關東鬥士間的爭鬥時，卑彌呼決定下敕令討伐。
在孫權覺醒時，被孫權的氣息震懾心神。
* 柳生三嚴
聲優 - 田邊留依
生日是3月16日。血型O型。身高156cm。三圍：B75・W53・H81。
手持村正妖刀「一刀石」，個性天真好動，但面對戰鬥時講求公平，感到毛燥時會突然泡起茶來使身體放鬆。與過去曾在大和學院中學部就讀的張飛是舊識，當時實力還很弱小的兩人結成好友，但現在卻老是嘲笑張飛。
赤壁之戰後，趙雲前往村正處要修復愛刀，並在返回成都時與柳生在竹林內相逢。柳生對趙雲發起挑戰。觀察到趙雲身上有傷後就將一隻眼戴上眼罩以示公平。強悍的刀法使雙方戰的不分秋色。
後來因為錢包遺失而與趙雲返回成都，遇上了好久不見的張飛，而成為成都學園的好友。當寶藏院胤舜對成都展開侵襲時為保護張飛起身反抗，但最後不敵。
因為與成都的友情而想放棄捲入關西與關東鬥士間的爭鬥，而被卑彌呼下敕令討伐。
* 蘆屋道滿
聲優 - 五十嵐裕美
臉上帶著狐狸面具，身上穿著貼身的體操服，以體操帶作為武器，說話時語尾有類似貓叫口癖的嬌小少女。身型敏捷，能利用真氣將體操帶化為刀刃，而且也會召喚白狐。
在劉備一行人為了變強以對抗關西鬥士而前往奈良展開修行之旅時，道滿突擊了她們住宿的旅店，並奪走了曹仁的勾玉。道滿的突擊迫使鬥士們各自分散，而使用同類型武器的夏侯淵則留下來對付道滿，但最後不敵。
但隨後趕來的周瑜卻用真氣力挫道滿，使她的面具一度破裂。
* 新免武藏
聲優 - 小清水亞美
長髮披肩，瀏海遮住了大半的臉，身上纏滿繃帶，眼神有些哀怨的少女。
當道滿突擊劉備一行人在奈良住宿的旅店時，關羽與劉備失散。後來在一處竹林內發現大量白狐被斬殺的屍體，而斬殺白狐的人正是武藏。

## 山城學院高校
* 源九郎義經
聲優 - 巽悠衣子
生日是1月28日。血型O型。身高158cm。三圍：B70・W54・H74。
以中學生二年級之姿即成為首領的S級天才少女，留著長長的捲捲髮形，打扮的像是歐洲的哥德蘿莉。使用的武器為長刀。
赤壁戰後與辨慶聯手突襲許昌，並將曹操雙眼割傷。但曹操就算失明仍不失霸氣，將義經逼到崩潰失去戰意。之後雖被辨慶救走，但從此睡夢都會做到這場噩夢。
* 武藏坊辨慶
聲優 - 日笠陽子
生日是10月24日。血型A型。身高193cm。三圍：B100・W65・H98。
身材遠比許褚還更高大，穿著修行武僧僧服，擁有淡金色的長髮少女。使用的武器為薙刀，性格謙謹。
赤壁戰後與義經突襲許昌，陸續將王雙、牛金、三神柱等人打倒。但許昌的鬥士們即使身受重傷也要保護曹操的精神，讓她深感讚賞。

## 興福寺學園
* 寶藏院胤舜
聲優 - 石川英郎
生日是11月13日。血型B型。身高182cm。
興福寺首領，留著狂野的長髮，作修行僧打扮，擅長的武器是十字槍，對自己的本事非常自負，為了守住S級鬥士的名號能戰鬥到幾乎瘋狂。
赤壁戰後襲擊成都，其凶狠強悍的實力就連覺醒的劉備也能制伏。他傷害成都的暴行徹底激怒了關羽，雖然胤舜一度將青龍刀破壞並將關羽壓制，但關羽卻在此時能力覺醒，也同樣升格成S級鬥士，因此反被擊敗。
當卑彌呼想搶奪身上的劉備勾玉時，憤怒的胤舜起身反抗，雖一度靠著下屬利用咒縛絆住了卑彌呼並將她重傷。就在胤舜要出手殺害卑彌呼時，卑彌呼身為武尊的能力卻覺醒逆轉了勝負，但也發現胤舜搶來的劉備勾玉早已調包成假貨。

## 其他角色
* 華佗元化
聲優 - 『DD』：三宅健太 、『GG』以後：加瀨康之
診所醫生，性格冷靜沉著，擁有妙手回春的超人醫術，與王允是舊識，對求診的患者們都會盡自己最大努力進行救治。
為了封住呂蒙眼睛內的龍而打造了特別眼罩，當周瑜與孫策受百辟刀內的怨靈感染時也積極尋求醫治方法。
赤壁之戰時，為了拯救輸送孫策過多真氣而生命垂危的諸葛瑾而犧牲了自己。
* 蒯越異度
聲優 - 蓮池龍三
荊州學園學生，為人剛正不阿，加上荊州學園為永世中立學校，因此被獲選為大鬥士大會的裁判。但後來曹操突襲時，因不願向曹操投誠而遭殺害。
* 劉表景升
荊州學園首領，一出場就遭曹操殺害，面目全非。
* 獻帝
聲優 - 齋賀觀月
全身僅用一層薄紗包圍，宛若精靈般的少女。後漢王朝最後一名皇帝，同時也是玉璽真正的面貌，是非常高潔神聖的存在。
在司馬懿集齊三神器要召喚蒼天之龍時赫然現身，並揭穿司馬懿其實是假名，真名其實是魏諷。她對魏諷發出警告妄圖蒼天之龍的人是不會有好結果，但魏諷並不聽勸阻，最後果然走向滅亡。
生前的靈魂歷經董卓與曹操兩度的挾持，因此對孫策的前來感到渴望。當孫策利用最後力量阻止魏諷引起的大破壞，靈魂即將逝去時，獻帝提問是否要接受復活，但孫策卻表明希望讓獻帝去更多需要救助的鬥士。這番話使獻帝大受感動，因此最後將孫策平安救活。
動畫版相異部分：於XX正式出場，設定與漫畫中大不相同。XX的獻帝設定為肉體本已消滅的司馬懿靈魂與其他在地獄眾多戰亡鬥士的怨念的集合體。為了對鬥士展開復仇，煽動孟獲姊妹召開大鬥士大會，並且利用典韋對司馬懿的忠誠，把她再度洗腦成殺人武器。最後被孫策擊敗而魂飛魄散。
* 蹋頓
烏丸高校首領，對許昌臣服而歸屬在張遼麾下。戴著太陽墨鏡，留著如同烏鴉般漆黑的長髮，性格冷血狂妄，擅長八卦大成掌震離。
奉令在天橋上襲擊孫策與周瑜，為達成任務甚至連夏侯惇也一起暗算。最後周瑜為讓夏侯惇戴著孫策逃走，而被蹋頓打倒俘虜並囚禁在許昌。
本以為俘虜周瑜立下大功而沾沾自喜，結果曹操卻想攏絡周瑜加入許昌，因此對蹋頓傷害了周瑜感到憤怒。被曹操指責的蹋頓惱羞成怒，出手攻擊曹操狂言想取得天下，結果反而被曹操認為根本沒資格談論天下，被一拳打倒殺害，死狀悽慘。
動畫版相異部分：DD中是偷襲周瑜家結果卻被吳榮輕易打退，任務失敗後因對曹操感到不滿而被殺。
* 張邈孟卓
陳留學園的首領。僅於對話提及。
* 張繡
武威學園的鬥士，大鬥士大會的與會者之一。
* 雍闓、朱褒、高定
動畫版原創角色，於XX出場。南關東連合的成員，參加孟獲姊妹舉辦的大鬥士大會，結果卻遭到俘虜。
* 村正
聲優 - 茶風林
在伊勢國桑名相當著名的刀匠，連他所鑄造的刀也被冠上這一名字。而村正這個名號在這刀匠死號仍被後裔所沿用，流傳至今。村正所鑄造的刀尺寸大，且刀身有波紋，同時也會鑄造小刀或槍一類的鍛刀。
這一代的村正是名失明的老人，但他的心眼卻能看到肉眼所不能見到的東西。過去趙雲仍屬於幽州學園時，為了保護首領公孫瓚而前來拜訪村正，希望能鑄造一把能保護人的名刀。村正故意為難趙雲令她脫去全身衣服，顯示她能賭上性命的覺悟。而趙雲為了完成使命真的照辦，村正明白了她的決心就將過去鑄造的妖刀「斬龍」送給了她。
也曾為柳生三嚴鑄造妖刀「一刀石」。
* 紫虛上人
聲優 - 江川央生
張飛過去還屬於關西大和學園中學部時的授業師傅，是名身材肥壯的老人，認為張飛有足以覺醒為S級鬥士的實力。